# Mohammed Barkindo
Alhaji Mohammed Sanusi Barkindo, né le 20 avril 1959 à Yola et mort le 5 juillet 2022, est un haut-fonctionnaire nigérian. Il est secrétaire général de l'Organisation des pays exportateurs de pétrole (OPEP) du 1er août 2016 à sa mort.

## Biographie

### Études
En 1981, Mohammed Barkindo obtient un diplôme en sciences politiques B.Sc à l'université Ahmadu Bello de Zaria et, en 1988, un diplôme d'études supérieures en économie pétrolière du Collège des études de pétrole de l'université d'Oxford (Royaume-Uni). Il est aussi titulaire d'une maîtrise en administration des affaires de l'université du Sud-Est (Washington, DC).

### Carrière
Mohammed Barkindo fait une grande partie de sa carrière dans la Nigerian National Petroleum Corporation (NNPC), la compagnie nationale des hydrocarbures du Nigeria. Il y travaillera plus de 23 ans, notamment comme coordinateur des fonctions spéciales comme la supervision de la mise en œuvre des grands projets de la société.
Il a également été le directeur général et chef du bureau londonien de la NNPC. Très proche de Rilwanu Lukman, ministre du Pétrole et de l'énergie du Nigeria, il a été son assistant spécial avant d’être nommé au poste de directeur de la société
Le docteur Barkindo est un défenseur des initiatives face au changement du climat et il aide la NNPC à comprendre et prendre les avantages des crédits de carbone qui résulteraient des efforts d'utilisation de gaz. Sa décision de promouvoir l'utilisation de meilleures pratiques pétrolières et gazières ont joué un rôle central dans l'activation du Petroleum Industry Bill (PIB).
En janvier 2009, Mohammed Barkindo est nommé au poste de directeur la NNPC, succédant à Alhaji Abubakar Yar'adua qui est limogé par le président Umaru Yar'Adua, une nomination qui surprend par sa rapidité et sa soudaineté. Il fut recommandé par le ministre du pétrole Rilwanu Lukman. En avril 2010, il est démis de ses fonctions par le président Goodluck Jonathan pour faibles performances,.
Il a également été, entre 1993 et 2008, directeur général adjoint de la Nigerian Liquefied Natural Gas Company, une co-entreprise entre NNPC, l’anglo-néerlandais Shell Gas, le français Total et l’italien ENI,.
En juillet 2011, il a été nommé « Wali Adamawa » (chef de l'Adamawa, un État du nord-est du Nigeria).

### OPEP
En parallèle, Mohammed Barkindo siège pendant 15 ans au conseil de l'OPEP en tant que représentant de la commission économique du Nigeria avant de présider le conseil en 2006 en tant que secrétaire général par intérim de l'OPEP.
Début juin 2016, il est nommé secrétaire général de l'Organisation des pays exportateurs de pétrole et prend ses fonctions le 1er août 2016 pour une durée de trois ans, succédant au Libyen Abdallah el-Badri, secrétaire de l'organisation depuis 2007. La nomination de Mohammed Barkindo est un choix de neutralité : le Nigeria ne réclame pas une régulation de la production pour faire remonter les cours, et le pays n'est pas directement impliqué dans les tensions entre l'Arabie saoudite, l'Irak et l'Iran.
Mohammed Barkindo connait bien l'organisation car, dès 1986, il fait partie de la délégation nigériane à l'OPEP. Il était alors considéré comme le bras droit du ministre des Ressources pétrolière du Nigeria de l’époque, Rilwanu Lukman (à noter que ce dernier fut secrétaire générale de l’OPEP de janvier 1995 à décembre 2000). Puis Barkindo fut le représentant national du Nigéria à l'OPEP entre 1993 et 2008. D'ailleurs pendant cette période, Mohammed Barkindo a déjà présidé le conseil en 2006 en tant que secrétaire général par intérim de l'OPEP.

## Prix et récompenses
- Doctorat honorifique de maîtrise ès sciences (Honoris Causa), délivré par l'université fédérale de Yola (FUTY)[17].